# Renato Augusto
Renato Augusto (8. února 1988, Rio de Janeiro), celým jménem Renato Soares de Oliveira Augusto, je brazilský fotbalista, který hraje na postu ofenzivního záložníka za čínský klub Kuoan Peking.

## Klubová kariéra
Profesionální kariéru začal v brazilském Flamengu, odkud přestoupil do německého Bayeru Leverkusen. Nedlouho po přestupu se o něj začaly zajímat přední evropské kluby, ku příkladu Inter Milán a Arsenal, nicméně Leverkusen s talentovaným mladíkem uzavřel kontrakt až do léta 2014.
V sezóně 2009/10 svému týmu kvůli častému zranění příliš nepomohl.
Začátkem roku 2013 se vrátil do rodné Brazílie do klubu Corinthians, se kterým vyhrál brazilskou ligu. V lednu 2016 přestoupil za 8 milionů eur do čínského týmu Kuoan Peking, poté co padl jeho přestup do Německa, do Schalke 04.

## Reprezentační kariéra
Renato Augusto byl součástí nominace na mistrovství světa 2018 v Rusku, ačkoli jej sužovalo zranění.

## Úspěchy
Bayer Leverkusen
- Bundesliga
  - 4. místo (2009/10)
- DFB-Pokal
  - 2. místo (2008/09)